# STS-51-G
La STS-51-G è una missione spaziale del Programma Space Shuttle.

## Equipaggio
- Daniel C. Brandenstein (2) - Comandante
- John O. Creighton (1) - Pilota
- Shannon W. Lucid (1) - Specialista di missione
- John M. Fabian (2) - Specialista di missione
- Steven R. Nagel (1) - Specialista di missione
- Patrick Baudry (1)
- Sultan Salman Al Saud (1) - CNES

Tra parentesi il numero di voli spaziali completati da ogni membro dell'equipaggio, inclusa questa missione.

## Parametri della missione
- Massa:
  - Navetta al lancio:   116.310 kg
  - Navetta al rientro:   92.607 kg
  - Carico utile:  20.174 kg
- Perigeo:  358 km
- Apogeo: 369 km
- Inclinazione orbitale: 28.5°
- Periodo: 1 ora, 31 minuti, 47 secondi